# Беділа (Арджеш)
Беділа (рум. Bădila) — село у повіті Арджеш в Румунії. Входить до складу комуни Валя-Яшулуй.
Село розташоване на відстані 138 км на північний захід від Бухареста, 39 км на північ від Пітешть, 120 км на північний схід від Крайови, 86 км на південний захід від Брашова.

## Населення
За даними перепису населення 2002 року у селі проживали 3 особи.